# He’s the DJ, I’m the Rapper
A He’s the DJ, I’m the Rapper az amerikai D.J. Jazzy Jeff & The Fresh Prince hip-hop duó második stúdióalbuma, mely vinyl lemezen dupla albumként jelent meg, és eltér a kazetta, illetve CD-kiadástól. Az albumot az Amerikai Hanglemezgyártók Szövetsége (RIAA) 1995. február 1-jén a duó legsikeresebb lemezének nyilvánította, és háromszoros platina státuszt kapott. 1998-ban az albumot a The Source magazin a 100 Legjobb rap album közé választotta.

## Kislemezek
Az albumról kimásolt Brand New Funk című dalt csak promóciós célból jelentették meg, így nem sikerült átütő sikert elérnie. A második kislemez, a Parents Just Don’t Understand azonban a 12. helyre került a Billboard Hot 100-as listán, és megkapta az első Grammy-díjat a legjobb rap előadás kategóriában. Az album harmadik kislemeze, a Nightmare on My Street a Billboard Hot 100-as lista 15. helyéig jutott, és szó volt róla, hogy betétdalként felhangzik a Rémálom az Elm utcában 4.: Az álmok ura című filmben, a film készítői azonban végül úgy döntöttek, a dal nem kerül bele a filmbe, így a filmhez tartozó filmzene-albumon sem szerepel.

## Számlista

### CD változat
CD  Amerikai Egyesült Államok Jive – 01241-41091-2
1. A Nightmare On My Street	4:56
2. Here We Go Again	4:02
3. Brand New Funk	4:04
4. Time To Chill	4:24
5. Charlie Mack (1st Out Of The Limo)	4:46
6. As We Go	5:35
7. Parents Just Don’t Understand 	5:15
8. Pump Up The Bass	5:14
9. Let’s Get Busy Baby	4:06
10. Live At Union Square (November 1986)	4:07
11. DJ On The Wheels	2:44
12. My Buddy	3:40
13. Rhythm Trax (House Party Style)	4:39
14. He’s The DJ, I’m The Rapper	4:57
15. Hip Hop Dancer’s Theme	2:55
16. Jazzy’s In The House	3:01
17. Human Video Game 4:14

### Dupla LP változat
2LP  Amerikai Egyesült Államok Jive – 1091-1-J, Jive – 1091-J-RE
Első oldal
1. A Nightmare On My Street 6:08
2. Here We Go Again 4:00
3. Brand New Funk 4:04
4. Time To Chill 4:25
5. Charlie Mack - The First Out The Limo 4:43

Második oldal
1. As We Go 6:00
2. Parents Just Don’t Understand 5:35
3. Pump Up The Bass 5:11
4. Let’s Get Busy Baby 4:15
5. Another Special Announcement 2:12

Bonus Scratch Album
1. Live At The Union Square, November 1986 4:03
2. D.J. On The Wheels 3:36
3. My Buddy 3:36
4. Rhythm Trax - House Party Style 4:40
5. He’s The D.J., I’m The Rapper 6:10
6. Hip Hop Dancer’s Theme 3:48
7. Jazzy’s In The House 4:10
8. Human Video Game 5:40

## Felhasznált zenei alapok
"A Nightmare on My Street"
- Theme from A Nightmare on Elm Street by Charles Bernstein

"Here We Go Again"
- "Westchester Lady" by Bob James

"Brand New Funk"
- "Bouncy Lady" by Pleasure
- "Funky President (People It’s Bad)" by James Brown
- "I Can’t Live Without My Radio" by LL Cool J
- "(Fallin’ Like) Dominoes" by Donald Byrd

"As We Go"
- “Impeach the President” by The Honey Drippers

"Pump Up The Bass"
- "Funky Drummer" by James Brown

"Time To Chill"
- "Breezin’" by George Benson

"He’s the D.J., I'm the Rapper"
- "Jungle Love" by Steve Miller Band

"Live At Union Square (November 1986)"
- "Got to Be Real" by Cheryl Lynn
- "Apache" by Incredible Bongo Band
- "Dance To The Drummer's Beat" by Herman Kelly and Life

## Slágerlista
| Slágerlista (1988)                               | Legjobb helyezés |
| ------------------------------------------------ | ---------------- |
| Kanada Canadian Albums Chart                     | 23               |
| Új-Zéland New Zealand Albums Chart               | 47               |
| Egyesült Királyság UK Albums Chart               | 68               |
| Amerikai Egyesült Államok Billboard 200          | 4                |
| Amerikai Egyesült Államok Top R&B/Hip-Hop Albums | 5                |

## Minősítések
| Ország                    | Minősítés  | Eladások  |
| ------------------------- | ---------- | --------- |
| Amerikai Egyesült Államok | 3x Platina | 3.000.000 |